# Lewis Township (comté de Holt, Missouri)
Lewis Township est un ancien township du comté de Holt dans le Missouri, aux États-Unis,.
Il est fondé dans les années 1840 et baptisé en référence à John Lewis, un agent local des forces de l'ordre.

## Source de la traduction
- (en) Cet article est partiellement ou en totalité issu de l’article de Wikipédia en anglais intitulé « Lewis Township, Holt County, Missouri » (voir la liste des auteurs).